# Davide Giuliano

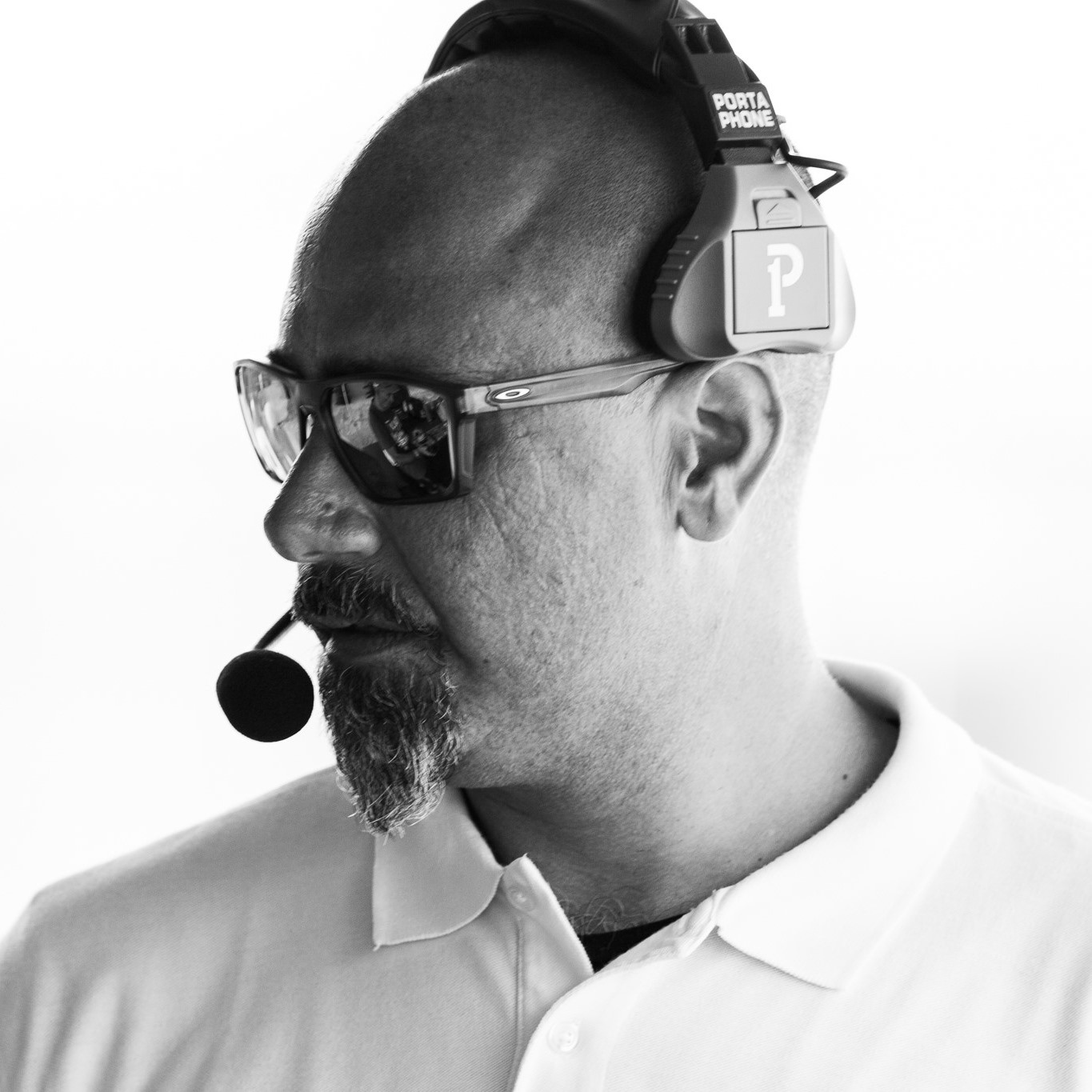
Coach Davide Giuliano

Davide Giuliano (Catania, 1974) è un allenatore di football americano ed ex giocatore di football americano italiano, dal 2014 al 2023 head coach della nazionale italiana con cui si è laureato campione d'Europa nel 2021.

## Carriera

### Giocatore

#### Club
Ha giocato per gli Elephants Catania,  i Cardinals Palermo e i Carrickfergus Knights.

#### Nazionale
Ha giocato nella nazionale che ha partecipato al Mondiale 1999.

### Allenatore

#### Club
Dopo il ritiro ha allenato gli Elephants Catania tra il 2000 e il 2014, i ricevitori dei Rhinos Milano nel 2017 ed è stato capo allenatore dei Ducks Lazio nel 2019.

#### Nazionale
Ha allenato in nazionale fra il 2007 e il 2008, poi di nuovo dal 2012, diventando head coach nel 2014. Il 31 ottobre 2021 si laurea campione d'Europa con la nazionale dopo aver battuto la nazionale svedese nella finale del campionato europeo per 41-14. Lascia il ruolo il 7 novembre 2023, poco dopo aver vinto la medaglia di bronzo nell'Europeo 2023.

## Palmarès

### Nazionale
- Campionato europeo di football americano: 1

Europa 2021